# Fabricio Ojeda
Fabricio Ojeda (Boconó, 6 de febrero de 1929-Caracas, 21 de junio de 1966) fue un político y guerrillero venezolano.

## Biografía
Fabricio Ojeda, conocido como «Roberto», nació el 6 de febrero en 1929 en Boconó, estado Trujillo. Sus hijos son Thais, Alonso, Milagros, Marianella y Fabricio.

### Vida profesional
Estudió periodismo en la Universidad Central de Venezuela. Fue reportero del periódico El Nacional desde la dictadura del general Marcos Pérez Jiménez. También trabajó en otros medios como La Calle y El Heraldo.

### Inicios en la política

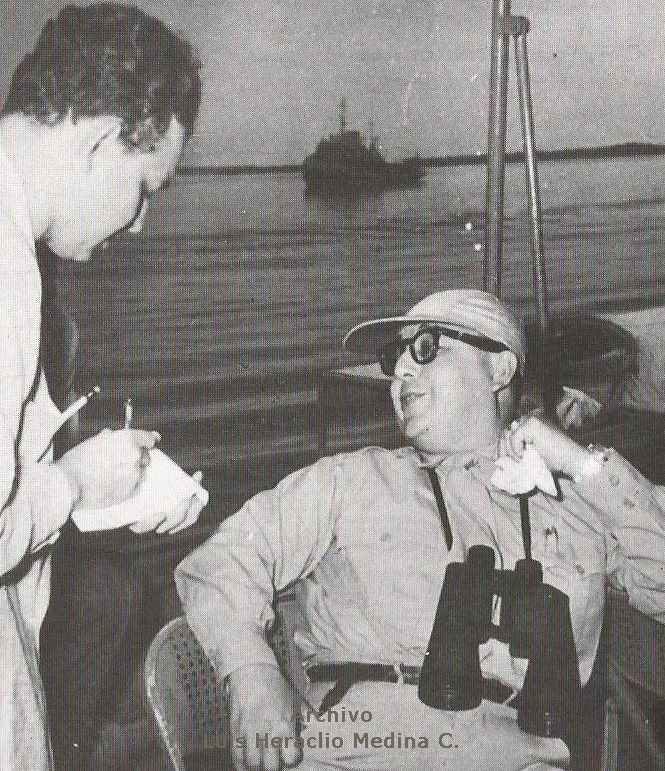
Marcos Pérez Jiménez entrevistado por Fabricio Ojeda durante una visita de inspección al enorme plan de ampliación del astillero de Puerto Cabello.

Ojeda inicia su vida política a los 17 años de edad; sin embargo, se integra al partido Unión Republicana Democrática (URD) en 1949. Fue el representante de URD dentro de la Junta Patriótica durante la clandestinidad, junto con militantes otros partidos como Acción Democrática, Copei y el Partido Comunista de Venezuela, quienes lucharon contra la dictadura de Pérez Jiménez hasta lograr su derrocamiento el 23 de enero de 1958. Asimismo, también presidió la Junta Patriótica. Se encargó de luchar en contra la dictadura desde el Palacio de Miraflores debido a su trabajo como periodista de la prensa oficial, al tiempo que también establecía contactos con la dirección clandestina del Partido Comunista y el sector de Acción Democrática liderado por Simón Sáez Mérida.[cita requerida]
Ojeda se hizo notorio tanto nacional como internacionalmente en la madrugada del 23 de enero de 1958 al anunciarse por radio como presidente de la Junta Patriótica. En diciembre de ese 1958, postulado por el partido URD, Ojeda ganó la diputación al Congreso Nacional por el entonces Distrito Federal.

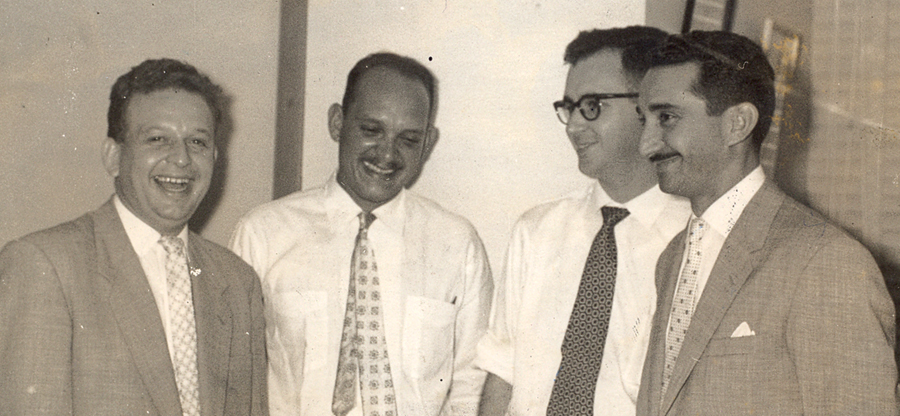
Miembros de la Junta Patriótica: Fabricio Ojeda (URD), Guillermo García Ponce (PCV), Enrique Aristeguieta Gramcko (Copei) y Silvestre Ortiz Bucaram (AD).

El 23 de enero del 1959 llegó a Caracas el comandante en jefe de la Revolución cubana Fidel Castro, que acababa de derrocar al general Fulgencio Batista. Después de hacer la presentación de Castro en su célebre discurso en la plaza O'Leary surgió una invitación para que Ojeda fuera a La Habana. El viaje se llevó a cabo a finales de 1959 y duró cuatro meses solidarizándose con los ideales de la Revolución cubana. 
A su regreso, el 19 de abril de 1960 todavía en Maiquetía, manifestó su admiración por la causa de Castro. Un día después declaró que «URD no podía ser responsable de actitudes ajenas e indiferentes a los intereses del pueblo». Pidió que el partido se renovara y que se saliera de la tripartita del Gobierno, constituida también por AD y Copéi a partir del Pacto de Puntofijo. En 1960 fundó la revista noticiosa Siete Días.

### Inicios en la guerrilla
Después de las fallidas intentonas militares para derrocar al presidente Rómulo Betancourt denominadas el Carupanazo y el Porteñazo, el 30 de junio de 1962 renuncia a su investidura parlamentaria en la Cámara de Diputados del Congreso enviando una carta de protesta y marcha a la zona centro occidental del país a organizar un frente guerrillero de las Fuerzas Armadas de Liberación Nacional (FALN) bajo el lema «Hacer la patria libre o morir por Venezuela». En las guerrillas Ojeda llegó a obtener el grado de comandante y presidió el Frente de Liberación Nacional (FLN) en el distrito Argimiro Gabaldón. A finales de este año y luego de una serie de combates, es detenido en una carretera de Acarigua y sentenciado por un consejo de guerra a cumplir una pena de 18 años de presidio por el delito de rebelión. En septiembre de 1963 Fabricio Ojeda se da a la fuga de la Cárcel Nacional de Trujillo, Venezuela.
Su carrera de guerrillero comienza en 1962 al incorporarse al Frente Guerrillero José Antonio Páez de las FALN donde es nombrado su primer comandante. Ese mismo año apareció publicado en La Habana su libro Presencia revolucionaria de Martí. Desde las montañas del estado Lara mantiene correspondencia con los guerrilleros Douglas Bravo y Argimiro Gabaldón. Inicia una labor de clarificación política y se dirige por escrito a Juan de Dios Moncada Vidal, Pedro Medina Silva, Teodoro Molina Villegas y a los restantes miembros del cuartel general de las FALN.

### Polémica con el PCV y creación del PRV

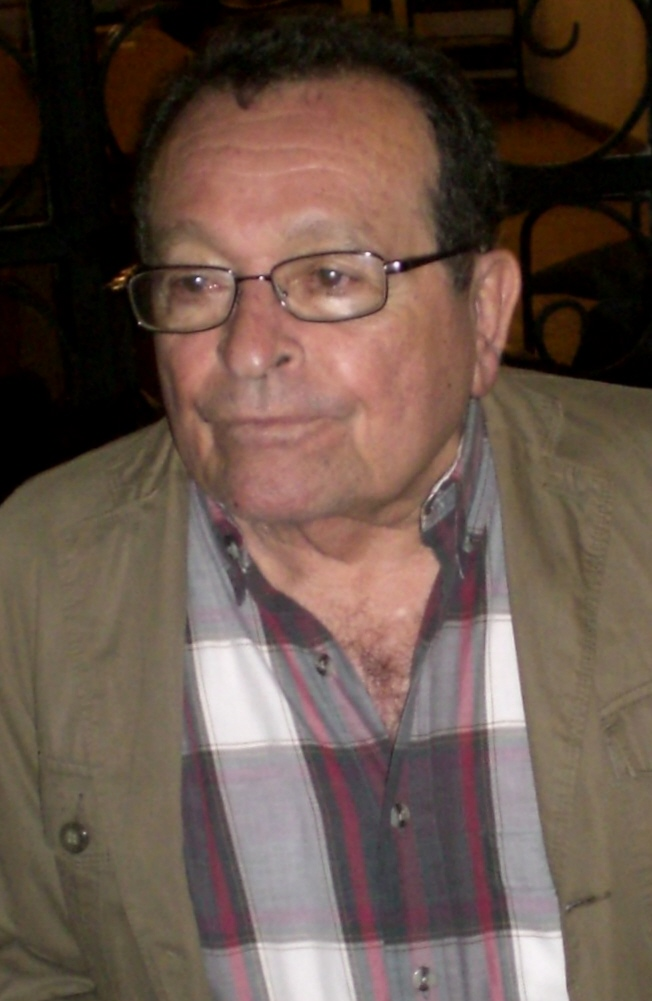
Fabricio Ojeda junto con Douglas Bravo fundaron el Partido de la Revolución Venezolana.

Entra en abierta polémica con el buró político del Partido Comunista de Venezuela (PCV) sosteniendo un intercambio de acusaciones con Guillermo García Ponce. Por su captura el Gobierno de entonces ofrece Bs. 2.500.
En los primeros días de abril de 1966 junto a Douglas Bravo inicia la reorganización total de las FALN y la creación del Partido de la Revolución Venezolana (PRV), de línea marxista-leninista inicialmente. El 21, 22 y 23 se realiza el histórico pleno de cuadros con asistencia de unas treinta personas incluyendo los representantes civiles y militares radicales donde es nombrado Fabricio como presidente del FLN-FALN con apoyo de los frentes guerrilleros, de las unidades tácticas de combate (UTC) urbanas y de los militantes del PCV. A consecuencia de esto se inician agudas discusiones entre el PCV y los disidentes.

### Muerte
El día 17 de junio de 1966 sale publicado en Tribuna Popular, el vocero legal del PCV, un comunicado indicando que Fabricio Ojeda y Douglas Bravo son «traidores» y se encontraban en Caracas. Ese mismo día, Fabricio es detenido por el Servicio de Información de las Fuerzas Armadas (SIFA) en Playa Grande (actual estado La Guaira), junto a su compañera sentimental Anayansi Jiménez, en la casa de Mario Matute Bravo, un experezjimenista, de quien era conocido, y junto con Tulio Dugarte.
El martes 21 de junio, voceros del gobierno informan que Ojeda fue hallado ahorcado en su celda por el guardia que le llevaba el desayuno. El ministro de Defensa de entonces, general Ramón Florencio Gómez declara que «somos los primeros en lamentar lo ocurrido». La versión oficial de su muerte es la de suicidio.

### Traslado de restos al Panteón Nacional
El 23 de enero de 2017 sus restos exhumados del Cementerio General del Sur fueron honrados y trasladados al Mausoleo del Panteón Nacional de Caracas, hecho ocurrido por decreto ejecutivo del presidente Nicolás Maduro. Sin embargo, solo uno de sus 5 hijos —también llamado Fabricio— rechazó el traslado de los restos de su padre al Panteón Nacional; no porque no considerara un honor este hecho, sino porque no cree que su padre «se hubiera dejado homenajear por un gobierno que ha roto todos los records perpetrando aquellas cosas contra las que él en sus tiempos luchó».

## Homenajes

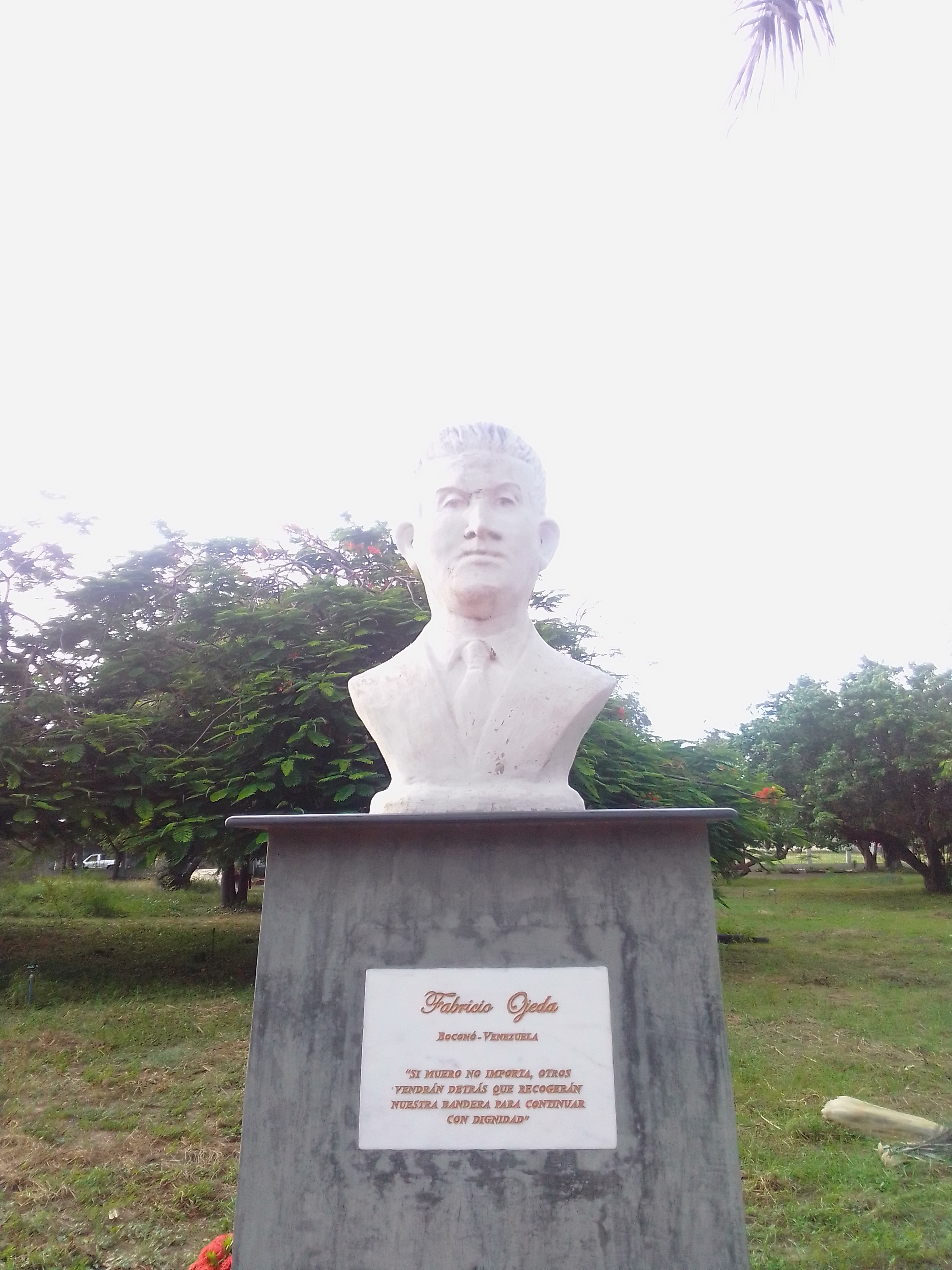
Busto de Fabricio Ojeda

- Busto de Fabricio OjedaPlaza Fabricio Ojeda en la parroquia Sucre de Caracas
- Museo Fabricio Ojeda de Boconó (estado Trujillo)
- Paseo Artesanal Fabricio Ojeda de Boconó (estado Trujillo).
- Central Hidroeléctrica Fabricio Ojeda del Sistema Uribante Caparo del estado Táchira.
- Núcleo de Desarrollo Endógeno Fabricio Ojeda, sector Gramovén, de Caracas.
- Corredor Fabricio Ojeda de la Gran Misión Barrio Nuevo-Barrio Tricolor, constituido por cuatro comunas que agrupan 36 consejos comunales, dedicado al sistema de distribución de alimentos para garantizar el acceso de los productos de primera necesidad a más de 50 mil habitantes del eje 3 de la parroquia Sucre de Caracas.
- Corredor Político Territorial Fabricio Ojeda, ubicado en la zona montañosa de los municipios Sucre, Guanare, Unda y Morán de los estados Portuguesa y Lara, agrupa 12 comunas cuyo propósito es ejercer la soberanía popular a través de los gobiernos comunales.
- Urbanismo Nueva Ciudad Fabricio Ojeda de Lagunillas, estado Zulia.
- Cantata a Fabricio Ojeda, compuesta por Gloria Martín.
- Urbanismo Fabricio Ojeda ¨Casa 900 000¨ construidas por la G.M.V.V y entregada por el presidente Nicolás Maduro el 4 de diciembre de 2015 en Ciudad Guayana.
- Distribuidor Fabricio Ojeda, en las adyacencias del Centro Comercial Plaza Mayor, Lecherias, Estado Anzoátegui
- Los restos de Fabricio Ojeda fueron trasladados desde el cementerio del Sur hacia el Panteón Nacional de Venezuela el 23 de enero de 2017.[7][8]

## Obras
- Presencia revolucionaria de Martí (1962)